# Chronologie der Rassengesetze der Vereinigten Staaten
In dieser Chronologie sind bundesstaatliche Gesetze (state laws) und Bundesgesetze (federal laws) sowie Entscheidungen des US Supreme Court und anderer hoher US-Gerichtshöfe zusammengestellt, die eine Diskriminierung ethnischer Minderheiten innerhalb der Vereinigten Staaten zur Folge hatten. Die Chronologie umfasst daneben auch Gesetze und höchstrichterliche Entscheidungen, mit denen derartige Gesetze und Urteile wieder außer Kraft gesetzt wurden.
Auch Gesetze zur Regelung der Einwanderung in die Vereinigten Staaten sind berücksichtigt, weil sie darüber entscheiden, ob Familienzusammenführungen möglich sind oder nicht.

## 17. Jahrhundert
| 1664 | Als erste amerikanische Kolonie führte Maryland ein Mischehenverbot (anti-miscegenation law) ein. |

## 18. Jahrhundert
| 1789 | Am 4. März 1789 trat die Verfassung der Vereinigten Staaten von Amerika (Gesetzestext von 1789) in Kraft. In diesem Urtext der amerikanischen Verfassung war den Bundesstaaten, die dies wünschten, Haltung und Einfuhr von Sklaven ausdrücklich gestattet. |
| 1790 | Der erste U. S. Naturalization Act bestimmte 1790, dass nur „freie Weiße“ (free white persons) die amerikanische Staatsbürgerschaft erwerben konnten. |

## 19. Jahrhundert
| 1830 | Der am 28. Mai 1830 unterzeichnete Indian Removal Act bildete die gesetzliche Grundlage dafür, dass östlich des Mississippi River lebende Indianer auch ohne ihr Einverständnis in weiter westlich gelegene Regionen umgesiedelt werden durften. |
| 1849 | In der 1849 verabschiedeten kalifornischen Verfassung wurde das Wahlrecht auf „white male citizens of the United States“ (deutsch: weiße männliche Staatsbürger der Vereinigten Staaten) beschränkt. |
| 1850 | 1850 wurde in Kalifornien ein Gesetz verabschiedet, das Ehen zwischen Weißen und Dunkelhäutigen (negroes or mulattos) für illegal und ungültig erklärte. Im selben Jahr trat in Kalifornien ein Gesetz in Kraft, durch das ausländische Goldsucher mit einer Steuer (foreign miners license tax) belegt wurden. Mit dieser Steuer, die monatlich zunächst 20 Dollar betrug und für die Mehrzahl der Goldsucher unerschwinglich war, sollten vor allem hispanische Minenarbeiter verdrängt werden; betroffen waren jedoch auch viele Chinesen. 1851 wurde die Steuer auf 3 Dollar gesenkt und später auf 4 Dollar angehoben. 1868 erklärte der US Supreme Court die Steuer für verfassungswidrig. Eine Rückerstattung der zu Unrecht gezahlten Steuern erfolgte nicht. Siehe auch: Kalifornischer Goldrausch. |
| 1854 | Im Verfahren „The People Vs. Hall“ entschied der oberste kalifornische Gerichtshof, dass chinesische Zeugen nicht vor Gericht zuzulassen seien. Die in Kalifornien lebenden chinesischen Migranten wurden durch dieses Urteil weitgehend um die Möglichkeit gebracht, Rechtsansprüche jeglicher Art vor Gericht geltend zu machen. Die Entscheidung blieb geltendes Recht bis 1873. |
| 1857 | Der Oberste Gerichtshof verkündete im Fall Dred Scott v. Sandford, dass Schwarze, ob Sklave oder nicht, nie die Staatsbürgerschaft der Vereinigten Staaten erhalten könnten. Ferner wäre die Abschaffung der Sklaverei durch den Kongress verfassungswidrig, da sie eine Enteignung ohne ordentliches Gerichtsverfahren im Sinne des 5. Zusatzartikels zur Verfassung darstellen würde. |
| 1865 | Mit dem am 18. Dezember 1865 ratifizierten 13. Zusatzartikel zur Verfassung der Vereinigten Staaten wurde die Sklaverei auf dem gesamten Gebiet der USA endgültig abgeschafft. |
| 1868 | Der am 9. Juli 1868 in Kraft getretene 14. Zusatzartikel zur Verfassung der Vereinigten Staaten definierte den Begriff der Staatsbürgerschaft neu und stellte allen in den USA geborenen bzw. eingebürgerten Personen unabhängig von ihrer Rasse gleiche Bürgerrechte in Aussicht. |
| 1870 | Am 3. Februar 1870 trat der 15. Zusatzartikel zur Verfassung der Vereinigten Staaten in Kraft, nach dem allen Bürgern (nur Männern) der USA unabhängig von ihrer Rasse, Hautfarbe oder ehemaligen Versklavung das Wahlrecht zu gewähren sei. |
| 1875 | Am 1. März trat der Civil Rights Act of 1875 in Kraft. Inhalt war der gleichberechtigte Zugang zu allen Einrichtungen des öffentlichen Lebens unabhängig von der Rasse, Hautfarbe oder vorherigem Sklavenstatus. Er wurde vom Obersten Gerichtshof acht Jahre später für verfassungswidrig erklärt. Der am 3. März desselben Jahres verabschiedete Page Act verbot die Einwanderung von Frauen aus China, Japan und anderen ost- und südostasiatischen Ländern, die zum Zwecke der Prostitution einreisten bzw. ins Land gebracht wurden. Der Page Act zielte nicht nur auf eine Unterbindung der chinesisch-amerikanischen Prostitution und der in China traditionell verbreiteten Vielehe ab. Da aufgrund von ethnischen Vorurteilen chinesische Migrantinnen in dieser Zeit im Zweifelsfall bereitwillig als Prostituierte eingeschätzt wurden, führte das Gesetz dazu, dass der Zuzug chinesischer Frauen in die USA insgesamt erheblich vermindert wurde. |
| 1878 | In der Sache des Klägers Ah Yup entschied beziehungsweise bestätigte der Federal Circuit Court in San Francisco, dass Chinesen nicht die amerikanische Staatsbürgerschaft erwerben können. |
| 1880 | Nachdem mit dem kalifornischen Goldrausch (1848–1854) Tausende von Chinesen ins Land gekommen waren, wurde das Mischehenverbot im kalifornischen Civil Code auch auf Ostasiaten (damals meist als mongolians bezeichnet) ausgedehnt. |
| 1882 | Der am 6. Mai 1882 verabschiedete Chinese Exclusion Act war ein Bundesgesetz, mit dem für chinesische Arbeiter ein Zuzugstopp verhängt wurde. Chinesen, die bereits vor 1882 eingereist waren, durften, wenn sie einen amerikanischen Wohnsitz nachweisen konnten, im Lande bleiben und auch weiterhin ein- und ausreisen. Die Regelung sollte zunächst nur für 10 Jahre gelten, wurde bald jedoch verschärft und verlängert. Seine Brisanz gewann der Chinese Exclusion Act dadurch, dass die Chinesen, die vor 1882 in die USA eingereist waren, nach Inkrafttreten des Gesetzes ihre in China verbliebenen Angehörigen nicht mehr in die USA nachreisen lassen konnten. Diese Personengruppe bestand fast ausschließlich aus jungen Männern, die von ihren Familien vor der Abreise oft kurzfristig verheiratet wurden, um sicherzustellen, dass die Söhne nach dem Aufbau einer Existenz in den USA zu ihren Frauen und Kindern, die vorerst nicht mitreisten, zurückkehren würden. Zweitens verstieß das Gesetz gegen die Vereinbarungen des Burlingame Treaty, eines 1868 ratifizierten Abkommens, mit dem die USA China in den Kreis seiner bevorzugten Handelspartner aufgenommen hatte. |
| 1883 | In seinem Urteil im Verfahren „Pace v. Alabama“ erklärte der Oberste Gerichtshof am 29. Januar 1883 das in Alabama geltende Mischehenverbot und das Verbot, mit einem Angehörigen einer anderen Rasse Sex zu haben, für verfassungsgemäß. Grund dafür sei, dass beide Parteien gleich bestraft werden würden und es daher keine Diskriminierung gäbe. |
| 1884 | Durch eine Neufassung (Chinese Exclusion Act, 1884 Amendments) wurden 1884 die Regelungen des Chinese Exclusion Act verschärft. In den USA lebende Chinesen, die nach einer Auslandsreise wieder in die USA einreisen wollten, benötigten nun Papiere, die von einer Bundesbehörde ausgestellt wurden und mehr persönliche Informationen über ihren Inhaber enthielten als die bisher verlangten Reisepapiere. Die neuen Papiere waren zweitens auch keine Garantie mehr für eine Wiedereinreise, denn die Beamten der Einreisebehörde hatten nun das Recht, die Echtheit von Dokumenten nach eigenem Ermessen in Zweifel zu ziehen. Drittens stellte die Neufassung klar, dass alle Regelungen des Chinese Exclusion Act auch auf solche Chinesen anzuwenden seien, die in den USA geboren waren, also den Rang von amerikanischen Staatsbürgern hatten. |
| 1885 | Bis in die 1880er Jahre hatten amerikanische Unternehmer häufig ausländische – vor allem chinesische – Vertragsarbeiter (contract laborers) ins Land geholt und ihnen dabei die Reisekosten vorgestreckt, die vom Lohn später einbehalten wurden (Credit Ticket System). Mit dem am 26. Februar 1885 verabschiedeten Contract Labor Act (auch Contract Labor Law) wurde diese Praxis verboten. Ausnahmen wurden lediglich bei hochqualifizierten Fachkräften und Hausangestellten erlaubt. |
| 1887 | Der am 8. Februar 1887 in Kraft getretene General Allotment Act (bekannter als Dawes Act) parzellierte das Reservatsland der amerikanischen Indianer, die mit den ihnen zugeteilten, häufig ertraglosen Landstücken oftmals nichts anzufangen wussten, da ihnen auch das Konzept von privatem Grundbesitz nicht bekannt war. |
| 1888 | Der am 1. Oktober 1888 unterzeichnete Scott Act weitete die Einreisebeschränkungen für Chinesen aus und unterband auch die Wiedereinreise chinesisch-amerikanischer Migranten, die die USA nur vorübergehend verließen. |
| 1889 | In dem Verfahren Chae Chan Ping v. United States entschied der US-Supreme Court am 13. Mai 1889, dass die Regierung berechtigt sei, eine ganze ethnische Gruppe von der Einreise in die USA auszuschließen. |
| 1892 | Der 1892 verabschiedete Geary Act (Gesetzestext) verlängerte die Gültigkeit des Chinese Exclusion Act um weitere 10 Jahre. Das nach seinem Autor, dem kalifornischen Kongress-Abgeordneten Thomas J. Geary, benannte Gesetz verschärfte auch die Bestimmungen des Chinese Exclusion Act. In den USA lebende Chinesen waren nun zum ständigen Tragen eines Dokumentes verpflichtet, das sie als Inhaber einer Aufenthaltserlaubnis auswies. Chinesen, die gegen diese Regelung verstießen, konnten ausgewiesen oder zu einjähriger Zwangsarbeit verurteilt werden. Das Gesetz schloss auch aus, dass Chinesen als Zeugen vor Gericht aussagen oder in Habeas Corpus-Verfahren gegen Kaution freigelassen werden konnten. |
| 1896 | Im April 1896 verkündet der Oberste Gerichtshof im Fall Plessy v. Ferguson, dass das Gleichheitsgebot des 14. Zusatzartikels zur Verfassung auch durch nach Rasse getrennte Einrichtungen erfüllt wird, solange diese gleichwertig sind (englisch separate but equal). |
| 1898 | In dem Verfahren United States v. Wong Kim Art entschied der US-Supreme Court 1898, dass eine in den USA geborene Person die amerikanische Staatsbürgerschaft auch dann durch Geburt besitze, wenn die Eltern Chinesen seien. |
| 1900 | In dem Verfahren United States v. Mrs. Cue Lim entschied der US-Supreme Court 1900, dass die Frauen und Kinder ausländischer Kaufleute (treaty merchants) in die USA einreisen dürfen. |

## 20. Jahrhundert
| 1902 | Die Gültigkeit des Chinese Exclusion Act wurde 1902 auf unbestimmte Zeit verlängert. |
| 1904 | Am 27. April 1904 wurde der Chinese Exclusion Extension Act verabschiedet, mit dem die Gültigkeit der Regelung des Chinese Exclusion Act auf das gesamte US-Staatsgebiet einschließlich Washington, D. C. und aller US-Territorien ausgedehnt wurde. Nachdem alle vorausgegangenen Regelungen zeitlich beschränkt gewesen waren, sah der Chinese Exclusion Extension Act von 1904 keine zeitliche Beschränkung des chinesischen Einwanderungsstopps mehr vor. |
| 1907 | Am 2. März 1907 wurde ein Bundesgesetz (Act of March 2, 1907) verabschiedet, mit dem jede Amerikanerin, die einen Ausländer heiratete, ihre amerikanische Staatsbürgerschaft verlor. Das Gesetz schrieb fest, was in den USA bereits seit langem gängige Rechtsprechung war. Von 1866 bis 1907 brauchte jedoch keine Frau zu fürchten, ihre Staatsbürgerschaft zu verlieren, solange sie nicht das Land verließ; mit dem Gesetz von 1907 änderte sich dies grundlegend. |
| 1909 | Das kalifornische Mischehenverbot wurde 1909 auch auf Ehen zwischen Weißen und Japanern ausgedehnt. |
| 1913 | Das 1913 in Kalifornien verabschiedete Alien Land Law (auch Webb-Heney Bill) bestimmte, dass Personen, die nicht amerikanische Staatsbürger waren, in Kalifornien keinen Grundbesitz erwerben durften. Das Gesetz blieb bis 1948 in Kraft. |
| 1921 | Mit dem Emergency Quota Act, der am 19. Mai 1921 als Bundesgesetz verabschiedet wurde, entstand in den USA erstmals eine Einwandererquote, und zwar in Abhängigkeit von der Größe, die die jeweilige nationale Minderheit innerhalb der USA bereits hatte. Das Gesetz bestimmte, dass die Zahl der Immigranten, die aus einem bestimmten Land einreisten, jährlich nur bis zu 3 Prozent der im Jahre 1890 bereits in den USA bestehenden Landsmannschaft ausmachen durften. Hochqualifizierte Fachkräfte waren von der Regelung ausgenommen. Hintergrund der Initiative war ein verstärkter Zustrom von Einwanderern infolge des Ersten Weltkrieges. In besonderem Umfang waren von dem neuen Gesetz Bewerber aus Ost- und Südeuropa betroffen. |
| 1922 | Mit dem am 22. September 1922 verabschiedeten Cable Act (Married Women's Act) wurden Frauen hinsichtlich ihrer Einbürgerungsrechte weitgehend den Männern gleichgestellt. Das Gesetz beendete die seit 1907 bis dahin übliche Rechtsprechung, nach der eine in den USA geborene Frau durch die Heirat mit einem Ausländer ihre amerikanische Staatsbürgerschaft verlor. In dem Verfahren „Ozawa v. United States“ bestätigte der U. S. Supreme Court am 23. November 1922, dass Japaner die amerikanische Staatsbürgerschaft nicht erwerben können. |
| 1924 | Mit dem Immigration Act of 1924, einem am 26. Mai 1924 verabschiedeten Bundesgesetz, das auch als National Origins Act oder Johnson-Reed Act bezeichnet wird, wurde die Quotenregelung für Einwanderer verschärft (vergleiche Emergency Quota Act). Die Einwandererquote wurde von 3 auf 2 Prozent gesenkt, für Süd- und Osteuropäer sogar noch weiter. Keinerlei Zuzugsbeschränkungen gab es hingegen für Bewerber aus Lateinamerika. Ostasiaten und Inder durften weiterhin überhaupt nicht einreisen. Mit dem am 2. Juni 1924 in Kraft getretenen Indian Citizenship Act erhielten die Ureinwohner der USA erstmals die amerikanische Staatsbürgerschaft. |
| 1934 | Am 18. Juni 1934 trat der Indian Reorganization Act (Gesetzestext), auch Weeler-Howard Act genannt, in Kraft, der nach dem Scheitern der Integrationspolitik den General Allotment Act aufhob und anstatt einer Fortsetzung der Parzellierungspolitik die Souveränität der Stämme stärkte, die nun Stammesregierungen einsetzen und das ihnen zugeteilte Land besser nutzen konnten. |
| 1942 | Am 19. Februar 1942 unterzeichnete Präsident Franklin D. Roosevelt den Executive Order 9066, mit dem die amerikanischen Militärbefehlshaber angewiesen wurden, alle in den USA lebenden Japaner in Internierungslager zu verbringen. Betroffen waren von der Internierung 112.000 bis 120.000 Personen, von denen 62 Prozent die amerikanische Staatsbürgerschaft besaßen. Die Internierten wurden enteignet und erhielten nach ihrer Freilassung mehrheitlich keine Entschädigung. |
| 1943 | Der am 17. Dezember 1943 verabschiedete Chinese Exclusion Repeal Act (bekannter unter dem Namen Magnuson Act) erlaubte zum ersten Mal seit Inkrafttreten des Chinese Exclusion Act (1882) wieder den Zuzug von Chinesen. Das Gesetz ermöglichte Asiaten darüber hinaus erstmals den Erwerb der amerikanischen Staatsbürgerschaft. Da der Immigration Act of 1924 mit seiner Quotenregelung weiterhin in Kraft war (bis 1965), war die Zahl der Chinesen, die eine Einreiseerlaubnis erhielten, jedoch auf 105 Personen pro Jahr beschränkt. |
| 1945 | Der am 28. Dezember 1945 verabschiedete War Brides Act erlaubte den Ehefrauen, Kindern und Adoptivkindern von Angehörigen der US-Streitkräfte, die während ihrer Kriegseinsätze im Ausland geheiratet hatten, ohne Visum in die USA einzureisen. |
| 1948 | Am 26. Juli 1948 ordnete US-Präsident Harry S. Truman mit dem Executive Order 9981 die Aufhebung der Rassentrennung in den US-Streitkräften an. |
| 1948 | Mit seinem Urteil im Verfahren „Perez v. Davis“ hob der California Supreme Court am 1. Oktober 1948 das in Kalifornien bis dahin geltende Mischehenverbot auf. Der California Supreme Court war das erste amerikanische Gericht, das ein Mischehenverbot außer Kraft setzte. |
| 1952 | Am 11. Juni 1952 verabschiedete der US-Kongress gegen das Veto von Präsident Harry S. Truman den Immigration and Nationality Act (INA, auch McCarran-Walter Act), ein Einwanderungsgesetz, das die Rassenbeschränkungen zwar abschaffte, die Quotenregelung jedoch beibehielt und darüber hinaus festlegte, welche ethnischen Gruppen bei der Erteilung von Einreisevisa besonders zu bevorzugen seien. |
| 1953 | 1953 trat die House Concurrent Resolution 108 in Kraft, die eine weitere Phase der Zwangsassimilation der Indianer einleitete. Mit der Resolution wurde die bisherige Politik, die den Indianern mehr Autonomie hatte sichern wollen, aufgegeben; Ziel dieser „Termination“ war die Auflösung der Stämme und die Umsiedlung der Indianer in Städte. |
| 1954 | Der Oberste Gerichtshof hob in seinem Grundsatzurteil im Fall Brown v. Board of Education seine vorherige Entscheidung im Fall Plessy v. Ferguson auf und erklärte die an Schulen einzelner Bundesstaaten sowie des Regierungsbezirks praktizierte Rassentrennung für verfassungswidrig. |
| 1964 | Das bedeutendste amerikanische Bundesgesetz zur Gleichstellung ethnischer Minderheiten war der am 2. Juli 1964 von Präsident Lyndon B. Johnson unterzeichnete Civil Rights Act of 1964. Das Gesetz verbot jegliche auf Rasse, Hautfarbe, Religion, Geschlecht oder nationaler Herkunft begründete Diskriminierung in öffentlichen Einrichtungen, in der Regierung und in der Arbeitswelt. |
| 1965 | Mit dem am 6. August 1965 von Präsident Lyndon B. Johnson unterschriebenen Voting Rights Act wurde das bisherige Wahlrecht außer Kraft gesetzt, dem zufolge nur solche Bürger ins Wählerverzeichnis aufgenommen wurden, die einen Lesetest erfolgreich absolviert hatten. Nachdem bundesstaatliche und lokale Behörden Armen und Angehörigen von Minderheiten die Aufnahme ins Wählerverzeichnis häufig verweigert hatten, bestimmte das Gesetz darüber hinaus, dass die Registrierung der Wähler in bestimmten Gebieten der USA von nun eine Aufgabe der Bundesbehörden war. Am 3. Oktober 1965 wurde der Immigration Act of 1924 aufgehoben und durch den Immigration and Naturalization Services Act of 1965 ersetzt, der auch als Hart-Celler Act oder INS Act of 1965 bekannt wurde. Zu diesem Gesetz kam es vor dem Hintergrund der amerikanischen Bürgerrechtsbewegung auf eine Initiative von Emanuel Celler und Philip Hart. Die bestehenden Einwanderungsquoten wurden aufgehoben und durch liberalere Regelungen abgelöst. Das neue Einwanderungsgesetz bestimmte, dass die Zahl der Bewerber aus Ländern der westlichen Hemisphäre bis 1968 auf 120.000 jährlich beschränkt sein sollte. Aus der östlichen Hemisphäre waren jährlich 170.000 Bewerber zulässig, jedoch nicht mehr als 20.000 pro Land. Bei der Auswahl der Bewerber stand erstmals die Familienzusammenführung im Vordergrund, das heißt Kinder und Ehepartner von amerikanischen Staatsbürgern und permanent residents (Ausländer mit dauerhaftem Aufenthaltsrecht) wurden bevorzugt berücksichtigt. |
| 1967 | Virginia war der letzte amerikanische Bundesstaat, in dem der Fall einer Mischehe vor Gericht kam. Am 12. Juni 1967 erklärte der U. S. Supreme Court mit seinem Urteil im Prozess „Loving v. Virginia“ den in Virginia bis dahin geltenden Racial Integrity Act of 1924 für verfassungswidrig. Bis zu diesem Zeitpunkt bestanden Mischehenverbote noch in 16 Bundesstaaten. |
| 1968 | Der Civil Rights Act of 1968 wurde im April 1968 von US-Präsident Johnson unterzeichnet und erklärte für illegal: Die Weigerung, einer Person eine Wohnung oder ein Haus aus Gründen der Rasse, der Hautfarbe, der Religion oder der Nationalität zu vermieten oder zu verkaufen, eine unterschiedliche Behandlung einer Person bei den Bedingungen der Vermietung oder des Verkaufs, das Anzeigen eines Miet- oder Kaufobjekts unter Hinweis auf Diskriminierung aufgrund der bereits genannten Kriterien sowie Zwang, Drohung und Einschüchterung oder Einflussnahme auf die Nutzung der Miet- und Kaufrechte sowie Maßnahmen gegen Personen oder Organisationen, die die Nutzung dieser Rechte unterstützen. |
| 1975 | Mit dem 1975 verabschiedeten Indian Self Determination Act erhielten die Indianer die Selbstbestimmungsrechte zurück, die sie während der Zeit der Termination verloren hatten. |
| 1978 | Mit dem 1978 in Kraft getretenen American Indian Religious Freedom Act erhielten die amerikanischen Indianer das Recht, ihren traditionellen Glauben wieder zu praktizieren. |

## 21. Jahrhundert
| 2010 | Mit dem Claims Resolution Act of 2010 wurde die Sammelklage Cobell v. Salazar abgeschlossen, die 1996 gegen das Innenministerium und das Finanzministerium der USA von der Indianer-Aktivistin Elouise P. Cobell initiiert wurde und bei der schließlich über 500.000 Betroffene 176 Milliarden Dollar forderten. |

## Übersicht über die einzelnen Bundesstaaten

### Anti-Mischehengesetze bis 1887
| Staat         | Verabschiedung des ersten Gesetzes | Abschaffung des Gesetzes | Rassen, denen es verboten war, Weiße zu heiraten | Bemerkung                                                    |
| ------------- | ---------------------------------- | ------------------------ | ------------------------------------------------ | ------------------------------------------------------------ |
| Illinois      | 1829                               | 1874                     | Indianer                                         |                                                              |
| Iowa          | 1839                               | 1851                     | Afroamerikaner                                   |                                                              |
| Kansas        | 1855                               | 1859                     | Afroamerikaner                                   | Das Gesetz wurde vor Erlangung der Staatlichkeit abgeschafft |
| New Mexico    | 1857                               | 1866                     | Afroamerikaner                                   | Das Gesetz wurde vor Erlangung der Staatlichkeit abgeschafft |
| Maine         | 1821                               | 1883                     | Afroamerikaner, Indianer                         |                                                              |
| Massachusetts | 1705                               | 1843                     | Afroamerikaner, Indianer                         |                                                              |
| Michigan      | 1838                               | 1883                     | Afroamerikaner                                   |                                                              |
| Ohio          | 1861                               | 1887                     | Afroamerikaner                                   |                                                              |
| Pennsylvania  | 1725                               | 1780                     | Afroamerikaner                                   |                                                              |
| Rhode Island  | 1798                               | 1881                     | Afroamerikaner, Indianer                         |                                                              |
| Washington    | 1855                               | 1868                     | Afroamerikaner, Indianer                         | Das Gesetz wurde vor Erlangung der Staatlichkeit abgeschafft |

### Anti-Mischehengesetze 1948–1966
| Staat        | Verabschiedung des ersten Gesetzes | Abschaffung des Gesetzes | Rassen, denen es verboten war, Weiße zu heiraten                         | Bemerkung                                                                              |
| ------------ | ---------------------------------- | ------------------------ | ------------------------------------------------------------------------ | -------------------------------------------------------------------------------------- |
| Arizona      | 1865                               | 1962                     | Afroamerikaner, Asiaten, Filipinos, Personen karibischer Herkunft, Inder |                                                                                        |
| California   | 1850                               | 1948                     | Afroamerikaner, Asiaten, Filipinos                                       |                                                                                        |
| Colorado     | 1864                               | 1957                     | Afroamerikaner                                                           |                                                                                        |
| Idaho        | 1864                               | 1959                     | Afroamerikaner, Indianer, Asiaten                                        |                                                                                        |
| Indiana      | 1818                               | 1965                     | Afroamerikaner                                                           |                                                                                        |
| Maryland     | 1692                               | 1967                     | Afroamerikaner, Filipinos                                                | Maryland verbot auch Ehen zwischen Nicht-Weißen untereinander (Schwarze und Filipinos) |
| Montana      | 1909                               | 1953                     | Afroamerikaner, Asiaten                                                  |                                                                                        |
| Nebraska     | 1855                               | 1963                     | Afroamerikaner, Asiaten                                                  |                                                                                        |
| Nevada       | 1861                               | 1959                     | Afroamerikaner, Indianer, Asiaten, Filipinos                             |                                                                                        |
| North Dakota | 1909                               | 1955                     | Afroamerikaner                                                           |                                                                                        |
| Oregon       | 1862                               | 1951                     | Afroamerikaner, Indianer, Asiaten, Hawaiianische Ureinwohner             |                                                                                        |
| South Dakota | 1909                               | 1957                     | Afroamerikaner, Asiaten, Filipinos                                       |                                                                                        |
| Utah         | 1852                               | 1963                     | Afroamerikaner, Asiaten, Filipinos                                       |                                                                                        |
| Wyoming      | 1913                               | 1965                     | Afroamerikaner, Asiaten, Filipinos                                       |                                                                                        |

### Anti-Mischehengesetze bis zum 12. Juni 1967
| Staat          | Verabschiedung des ersten Gesetzes | Rassen, denen es verboten war, Weiße zu heiraten | Bemerkung |
| -------------- | ---------------------------------- | ------------------------------------------------ | --- |
| Alabama        | 1822                               | Afroamerikaner                                   | Während der Reconstruction zwischenzeitlich abgeschafft                                                                                            |
| Arkansas       | 1838                               | Afroamerikaner                                   | Während der Reconstruction zwischenzeitlich abgeschafft                                                                                            |
| Delaware       | 1721                               | Afroamerikaner                                   | |
| Florida        | 1832                               | Afroamerikaner                                   | Während der Reconstruction zwischenzeitlich abgeschafft                                                                                            |
| Georgia        | 1750                               | Alle Nicht-Weißen                                | |
| Kentucky       | 1792                               | Afroamerikaner                                   | |
| Louisiana      | 1724                               | Afroamerikaner                                   | Während der Reconstruction zwischenzeitlich abgeschafft                                                                                            |
| Mississippi    | 1822                               | Afroamerikaner                                   | Während der Reconstruction zwischenzeitlich abgeschafft                                                                                            |
| Missouri       | 1835                               | Afroamerikaner, Asiaten                          | |
| North Carolina | 1715                               | Afroamerikaner, Indianer                         | Mischehen der Rassen untereinander waren nicht verboten mit Ausnahme von Ehen zwischen Afroamerikanern und Angehörigen des Indianerstammes Croatan |
| Oklahoma       | 1897                               | Afroamerikaner                                   | Das Gesetz war einzigartig in seinem Verbot, dass Afroamerikaner Angehörige irgendeiner fremden Rasse heiraten durften.                            |
| South Carolina | 1717                               | Alle Nicht-Weißen                                | Während der Reconstruction zwischenzeitlich abgeschafft                                                                                            |
| Tennessee      | 1741                               | Afroamerikaner, Indianer                         | |
| Texas          | 1837                               | Alle Nicht-Weißen                                | |
| Virginia       | 1691                               | Alle Nicht-Weißen                                | |
| West Virginia  | 1863                               | Afroamerikaner                                   | |